# Mizuame

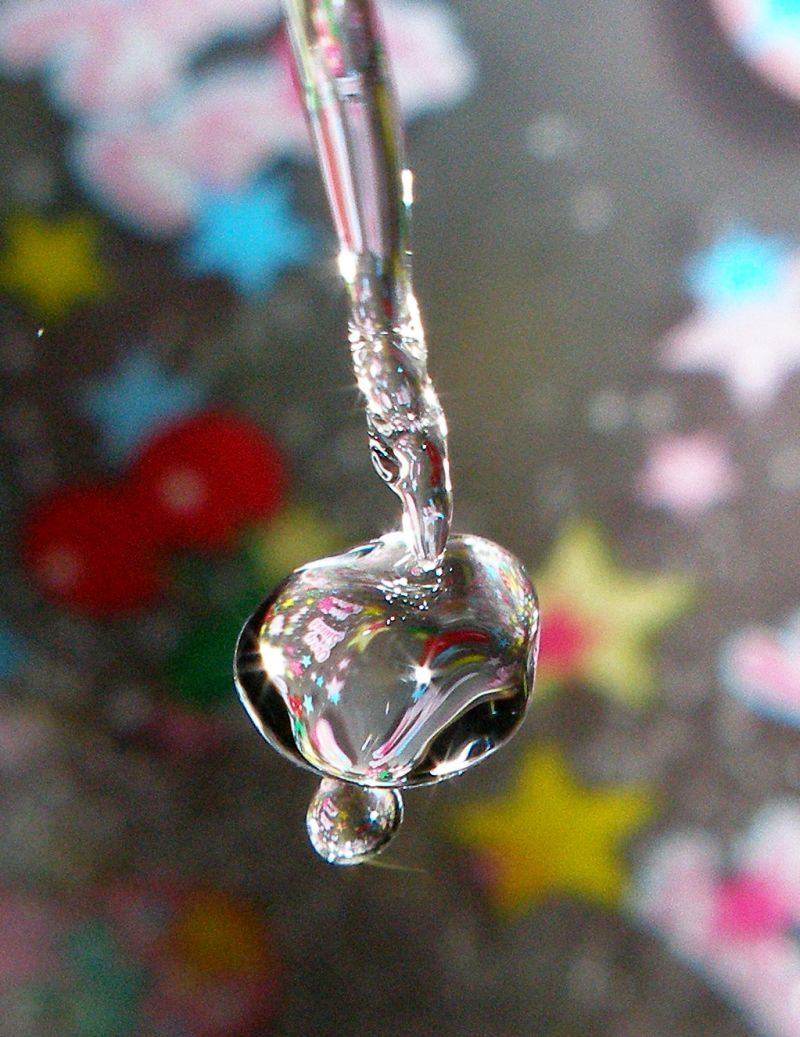
Mizuame.

El mizuame (水飴,?  lit. ‘agua caramelo’) es un edulcorante japonés líquido claro, espeso y pegajoso que se elabora convirtiendo el almidón en azúcares. El mizuame se añade al wagashi para darle lustre, se come de formas parecidas a la miel y puede ser un ingrediente principal de los dulces. El mizuame se produce de una forma muy parecida al jarabe de maíz y su sabor es muy parecido.
Se usan dos métodos principales para convertir el almidón en azúcar. El método tradicional es mezclar arroz glutinoso con malta y dejar que el proceso enzimático natural suceda y convierta el almidón en azúcar. El segundo y más común usa patatas o patatas dulces como fuente de almidón, añadiéndose un ácido como el clorhídrico, sulfúrico o nítrico. Si se elabora por el primer método el producto final se denomina mizuame de cebada y se considera más sabroso que la versión de patata.